# Örvénd
Örvénd (románul: Urvind) falu Romániában, Bihar megyében.

## Fekvése
A Réz-hegységtől délre, a Sebes-Körös völgyében fekvő település.

## Története
Örvénd ősrégi település, mely már az Árpád-kor-ban lakott hely volt, Vluend néven. 1282-ben a Csanád nemzetség birtoka volt, és valószínűleg azonos volt azzal az Örvényesligete (Urweusligethe) nevű helységgel, melyet 1336-ban a Csanád és a Rátold nemzetségek elcseréltek egymás között. 1360-ban a Telegdiek osztoztak meg a birtokon, s ekkor említették a mellette folyó Örvényespataka nevű folyócskát is. 1388-ban a Putnoki család is közbirtokos volt itt. 1470-ben Örvény már vásáros helyként volt jegyezve. A vásártartási jogot Mátyás király adományozta, ez a vásár a második bécsi döntésig, 1940-ig működött Mátyás vásár néven. 
1561-ben Telegdy Mihály és Miklós osztálylevelében említették, ekkor már iskolával és templommal is rendelkezett. A 17. század elején Bocskai István fejedelem is birtokosa lett a településnek, aki 1606. december 17-én kelt végrendeletében Örvendi Pálra, egyik idevaló kedves főemberére hagyta itteni birtokát, az erdélyi Balázsfalvával együtt.
Az 1800-as évek elején a Beöthy és a Juricskai családok birtoka volt, s az övék volt még a 20. század elején is. A településhez tartozott még Telkespuszta is. 1848 decemberében az erdélyi seregek élén Bem József bevonult a községbe, ahonnan sok fiatal csatlakozott a sereghez, a temetőben több örvéndi honvéd sírja megtalálható ma is. Az 1848–1849-es szabadságharc ismert örvéndi hősi halottai: Nagy József, Papp Imre, Sorbán Ferenc, Sorbán László, Varga Miklós.
1900-ban 871 lakosából 860 magyar, 9 román, 2 egyéb nemzetiségű volt. A trianoni békeszerződés előtt Bihar vármegyéhez tartozott, és az Élesdi járás egyik körjegyzőségi székhelye volt.
2011-ben 1053 lakosából 887 magyar, 92 román, 53 szlovák anyanyelvű.

## Nevezetességek
- Református temploma középkori eredetű. A templomot többször is bővítették. 1795-ben épült hozzá a kórus, 1808-ban épült az új torony. A 2020-as években újították fel.[3]